# Ligne en neuf traits
Pour les articles homonymes, voir Langue de bœuf.

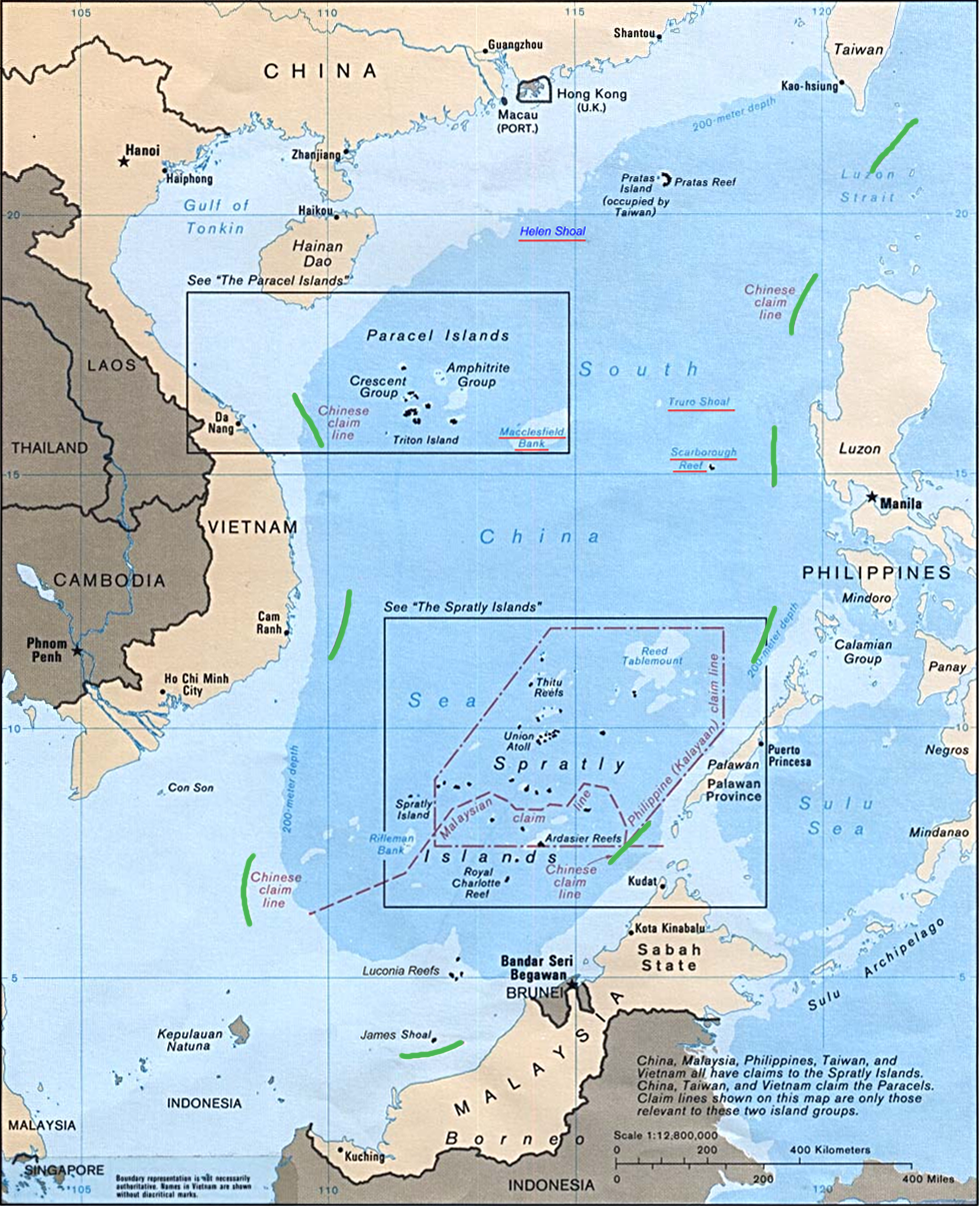
Les neuf traits en 2009.

La ligne en neuf traits, ligne en U ou langue de bœuf (chinois : 南海九段线 ; pinyin : nánhǎi jiǔduàn xiàn ; litt. « neuf lignes de division dans la mer de Chine méridionale » ; viet. : Đường lưỡi bò ; litt. « langue de bœuf ») est la démarcation indéfinie délimitant une portion de la mer de Chine méridionale, sur laquelle la Chine affirme détenir une souveraineté territoriale.
Elle a été initialement posée par la république de Chine (RdC) et est à présent utilisée par le gouvernement de la république populaire de Chine (RPC),. La position de la RPC et de la RdC est la même sur cette question.
La Chine défend ses revendications par l'installation de bases fixes, notamment celles de la grande muraille de sable,,.
En juillet 2016, la Cour permanente d'arbitrage de l'Organisation des Nations unies statue que la Chine n'a pas de base légale pour revendiquer les territoires délimités par cette ligne, et que ses revendications sont incompatibles avec la Convention des Nations unies sur le droit de la mer.

## Historique

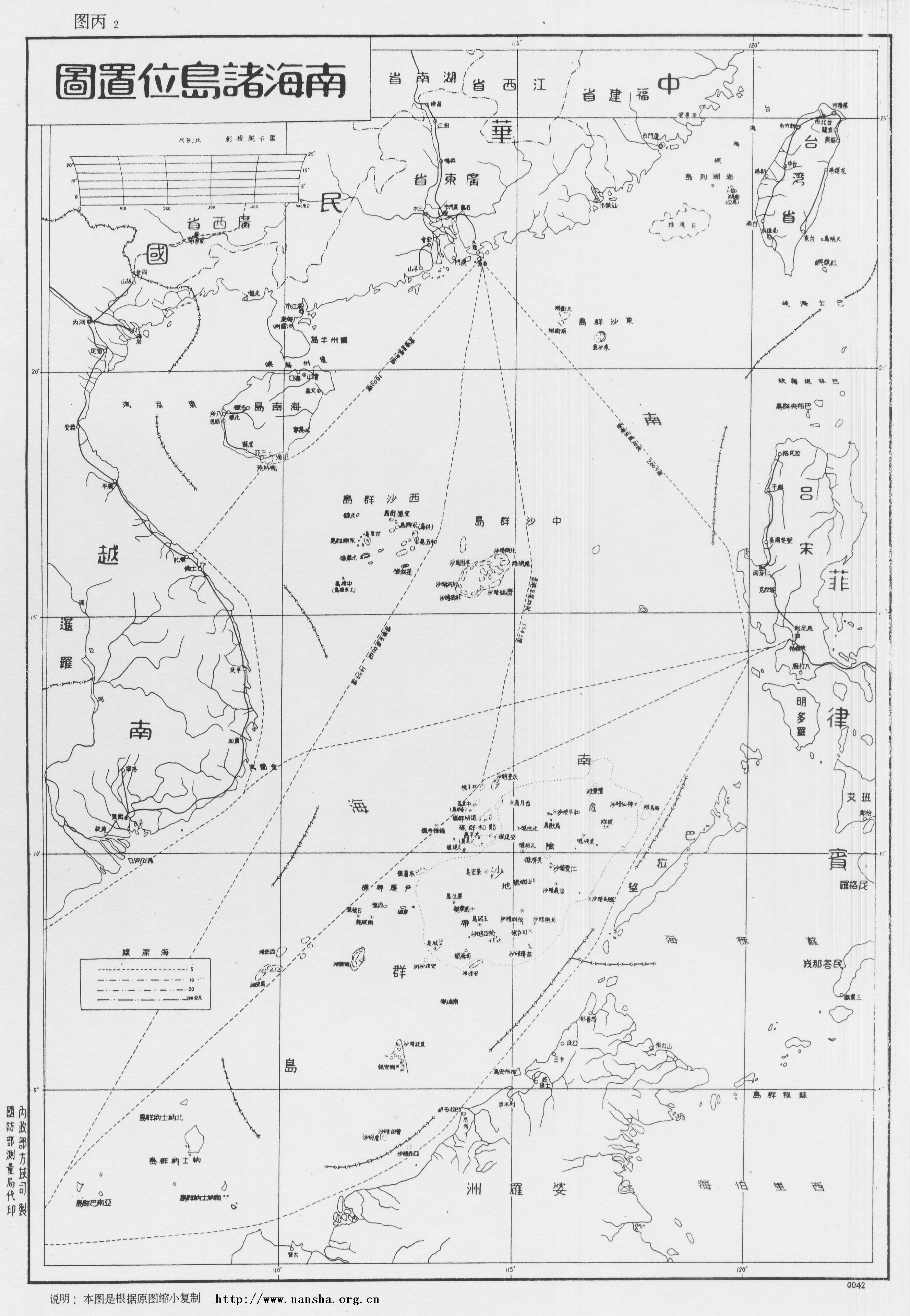
Première carte chinoise de 1947 sur laquelle figure la ligne en onze traits.

À l'issue de la Seconde Guerre mondiale, la Chine réclama les îles Paracels et les îles Spratleys, en s'appuyant sur les déclarations de la conférence du Caire de 1943 et celles de Potsdam.
En novembre 1946, la république de Chine envoya des navires militaires pour prendre contrôle de ces îles après la capitulation du Japon.
Cependant, à la signature du traité de San Francisco en 1951, ces territoires furent réclamés à la fois par la Chine et par le Viêt Nam. Par la suite, le gouvernement des Philippines émit également des revendications sur une partie de ces îles.
La ligne a été présentée la première fois sur une carte publiée par la RdC le 1er décembre 1947, sous la forme d'une ligne en onze traits ayant la forme d'un U.
Selon des sources chinoises, cette carte de 1947 était dérivée d'une carte plus ancienne, intitulée « carte des îles chinoises dans la mer de Chine méridionale » (Zhongguo nanhai daoyu tu) publiée en 1935 par le comité de cartographie terrestre et maritime de la république de Chine.
Ces revendications de la république de Chine ont par la suite été également reprises à l'identique par la république populaire de Chine, héritière de la première sur la partie continentale du pays.
Par la suite, deux de ces traits dans le golfe du Tonkin furent effacés à l'initiative du Premier ministre de la république populaire de Chine, Zhou Enlai, réduisant la ligne à neuf traits.
À l'autre bout de la délimitation, la Chine a ajouté un dixième trait dans la carte qu'elle a utilisée pour déposer sa réclamation officielle dans le cadre du conflit en mer de Chine méridionale,,.
Elle est aujourd'hui présente sur les nouveaux passeports des citoyens chinois et dans tous les documents et cartes gouvernementaux.

## Zones disputées

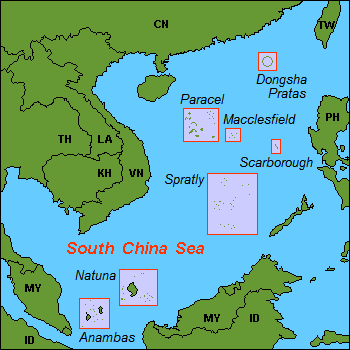
Mer de Chine méridionale

La ligne en neuf traits suit approximativement l'isobathe des 200 m. Elle délimite une zone maritime de près de deux millions de kilomètres carrés, soit plus du cinquième du territoire terrestre chinois ; mais en dehors de Taïwan et des îles Pratas, cette surface maritime ne comprend que 13 km2 de terres émergées.
Cette zone comprend :
- Les Îles Pratas, administrées par Taiwan, revendiquées par la RPC ;
- Les îles Paracels, occupées par la RPC, mais réclamées par le Viêt Nam et Taïwan ;
- Le récif de Scarborough, revendiqué par la RPC et les Philippines ;
- Les îles Spratleys, réclamées par les Philippines, la RPC, Brunei, la Malaisie, Taïwan et le Viêt Nam ;
- Le banc Macclesfield, un atoll submergé à une profondeur de 11 mètres sous le niveau de la mer, revendiqué par la RPC ;
- Le banc de James, à une profondeur de 22 mètres sous le niveau de la mer, présenté comme « l'extrémité sud de la Chine ».

Les îles Spratleys se trouveraient au-dessus de vastes dépôts minéraux et de gisements de pétrole.
Les « traits » délimitant cette zone n'ont pas de coordonnées géographiques précises, et leur position a varié d'une publication à l'autre. Ils sont généralement positionnés le long des côtes des pays riverains de la mer de Chine.

## Revendications chinoises

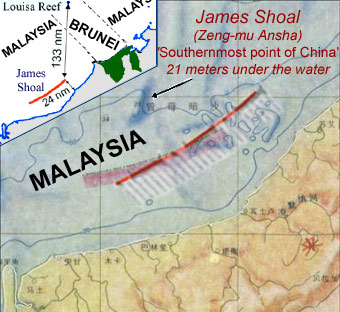
La position des traits n’est pas stable. Ex. : Emplacement du quatrième trait dans les cartes chinoises de 1984 (trait épais) et de 2009 (trait rouge), situé à 24 milles nautiques des côtes de la Malaisie. Le haut fond du banc de James (Zeng-mu Ansha), à sous la surface, est qualifié par la Chine de « territoire chinois le plus méridional ». Selon le droit de la mer il fait partie du plateau continental de la Malaisie.

Bien qu'ayant rendu publique cette carte en 1947, la Chine n'a pas formellement et spécifiquement défini ce qu'était sa revendication par rapport à la zone comprise dans cette limite,. La revendication chinoise peut s'interpréter comme une déclaration de souveraineté sur les îles de cette zone, ou sur la mer elle-même[citation nécessaire]. La revendication sur les îles est explicite dans la note verbale de 2009 accompagnant la carte : « La Chine a une souveraineté incontestable sur les îles de la mer de Chine méridionale et les eaux qui les bordent, a entière juridiction et jouit de tous ses droits souverains tant sur les eaux associées que sur le fond maritime et le sous-sol (voir la carte jointe). »
De ce point de vue la ligne en neuf traits n'a pour fonction que de préciser quelles sont les terres émergées sur lesquelles la Chine revendique la souveraineté, en cohérence avec la carte des années 1930 qui décrit les « îles » de la mer du Sud. La zone de souveraineté s'interprète alors comme les eaux territoriales associées à ces îles, et les droits associés font référence aux zones économiques exclusives qui en découlent[citation nécessaire].
De fait, dans sa déclaration de 1958 sur la limite de ses eaux territoriales, la Chine déclare que cette limite s'applique y compris « aux autres îles appartenant à la Chine qui sont séparées du continent par la haute mer », ce qui exclut que la Chine, à cette époque, ait eu une revendication sur la mer elle-même. En 2015 encore, la Chine déclare « respecter et protéger dans la mer de Chine méridionale la liberté de navigation et de survol que le droit international reconnaît à tous les pays », ce qui montre a contrario que la Chine ne considère pas cette zone comme une « eau territoriale », dans laquelle de tels droits n'existeraient pas
La déclaration de souveraineté reste cependant ambigüe, dans la mesure où la Convention des Nations unies sur le droit de la mer n'accorde des eaux territoriales qu'aux seules îles habitables, mais non aux récifs ou îles artificielles ; et le statut des îles, récifs ou hauts fonds revendiqués par la Chine n'est pas clairement déterminé de ce point de vue.
Le 13 juillet 1999, Taïwan a déclaré par la voix de son ministre des affaires étrangères que « légalement, historiquement, géographiquement et dans les faits », l'ensemble de la mer de Chine méridionale était sous souveraineté taïwanaise, dénonçant les revendications de la Malaisie et des Philippines sur ces zones.
Les revendications des deux Chines sont les mêmes, et dans les conférences internationales sur ces questions, les deux Chines coopèrent pour soutenir cette revendication commune,.

## Jugement de la Cour permanente d'arbitrage
En 2016, un tribunal arbitral de la Cour permanente d'arbitrage de La Haye juge que la Chine n'a pas de base légale pour revendiquer des « droits historiques » sur cette zone, estimant que la Convention des Nations unies sur le droit de la mer accorde des droits à des zones exclusives et que ces droits sont incompatibles avec d'éventuels droits historiques de la Chine, éteints de facto par la Convention,.
Cette décision arbitrale n'est cependant pas acceptée par le gouvernement chinois. Celui-ci soutient que le différend ne porte pas sur la Convention des Nations unies sur le droit de la mer mais sur la souveraineté des territoires situés à l'intérieur de la ligne en neuf traits, et que par conséquent le tribunal n'a pas compétence sur cette question. En conséquence, la Chine n'a pas participé aux débats. La Cour permanente d'arbitrage a pris note de cette décision mais observe dans son verdict qu'aux termes de l'Annexe VII de la Convention, « [l]’absence d’une partie ou le fait pour une partie de ne pas faire valoir ses moyens ne fait pas obstacle au déroulement de la procédure. »

## Conséquences diplomatiques
Le 14 octobre 2019, le film d'animation des studios Dreamworks Abominable a été retiré des salles au Viêt Nam en raison d'une scène faisant figurer une carte incluant cette frontière. Les autorités malaisiennes et philippines ont demandé la censure de ladite scène. En 2023, la même polémique concerne le film Barbie de Greta Gerwig, ce qui lui vaudra d'être banni avant sa sortie,.